# Zobnjak
Zobnjak je pećina koja se nalazi na području Dobrih Voda u mjestu Borija kod Kalinovika, Bosna i Hercegovina.
Ispred ulaza u pećinu koji se nalazi s južne strane nalazi se vrtača koja se za velikih oborina napuni vodom. Voda zatim ulazi u pećinu i nepoznatim kanalima otiče dalje. U pećini je pronađena jedna dvorana visine između 4 i 8 metara. Nije bogata pećinskim nakitom. Pretpostavlja se da je ova pećina povezana s pećinama Glavičine i Rakovac odnosno Sijeračkim stijenama koje su udaljene 4 kilometra.
Geomorfološki je spomenik prirode.